# دهستان سرتهی
دهستان سرتهی (به لاتین: Serthi Gewog) یک دهستان در کشور بوتان است که در ناحیهٔ سادروپ جونگخار واقع شده‌است.